# Pukovnika Milenka Pavlovića
La rue Pukovnika Milenka Pavlovića (en serbe cyrillique : Пуковника Миленка Павловића) est située à Belgrade, la capitale de la Serbie, dans la municipalité de Zemun et dans le quartier de Batajnica.
Son nom est un hommage au pilote yougoslave Milenko Pavlović (1959-1999).

## Parcours
La rue Pukovnika Milenka Pavlovića naît au croisement des rues Majora Zorana Radosavljevića, Jovana Brankovića et Carice Jelene. Elle s'oriente en direction du nord-ouest et se termine dans la rue Kralja Petra I Karađorđevića qui en constitue le prolongement.

## Architecture
Au n° 2 de la rue se trouve l'église Saint-Michel-et-Saint-Gabriel de Batajnica, construite entre 1780 et 1785 dans un style baroque ; son iconostase a été peinte par Teodor Kračun, l'un des plus importants peintres baroques serbes du XVIIIe siècle ; en raison de sa valeur, elle figure sur la liste des biens culturels protégés de la Ville de Belgrade.

## Éducation
L'école maternelle Batajnica est installée au n° 7 de la rue et l'école Boško Palkovljević Pinki au n° 5.

## Transports
La rue est desservie par les lignes de bus 706 (Zeleni venac – Batajnica) et 706E (Zemun Kej oslobođenja – Base aérienne de Batajnica) de la société GSP Beograd.